# Thomas Schamoni
Thomas Schamoni (13 de agosto de 1936 - 26 de septiembre de 2014) fue un director, guionista y actor cinematográfico y televisivo de nacionalidad alemana.

## Biografía
Nació en Berlín, Alemania, en el seno de una familia dedicada al cine. Su padre, Victor Schamoni, era cineasta e historiador del arte, y su madre, Maria, era guionista. El padre murió en 1942 durante la Segunda Guerra Mundial. Thomas y sus tres hermanos, Ulrich, Victor y Peter, fueron en 1944 a vivir con su madre a Iserlohn, donde residía la madre de Maria Schamoni. Tras la guerra, Schamoni vivió un tiempo en Werl, mudándose la familia más adelante a Münster. 
Tras conseguir su título de Abitur, Schamoni estudió entre 1955 y 1958 escultura y artes gráficas. En esa época también escribió sus primeras críticas cinematográficas. Desde 1959 a 1960 se formó como cámara en la empresa radiotelevisiva Bayerischer Rundfunk. En 1961 fue ayudante de redacción de la Westdeutscher Rundfunk, y a partir de 1962 rodó sus primeras producciones cinematográficas.
En 1968 Schamoni recibió el Premio Adolf Grimme de plata, junto a Klaus Simon, por su documental televisivo Der Dichter und seine Stadt: Wilhelm Faulkner und Jefferson. 
Por su primer largometraje, Ein großer graublauer Vogel, en 1970 fue premiado con el galardón Filmband in Gold al mejor director novel.
Schamoni fue cofundador e impulsor en 1971 de la distribuidora alemana de cine independiente Filmverlag der Autoren. Las oficinas de la empresa estuvieron en sus primeros tres años en su apartamento en Múnich.
Thomas Schamoni falleció en Múnich, Alemania, en el año 2014.

## Filmografía (selección)
- 1962 : Kinderspiele (corto)
- 1963 : Ansichten einer Unbekannten (corto documental)
- 1965 : Wojna i mir (TV, corto documental)
- 1966 : Charly May (corto documental)
- 1966 : Der Brief (actor), de Vlado Kristl
- 1967 : Der Dichter und seine Stadt (serie documental), episodio Wilhelm Faulkner und Jefferson
- 1967 : Eine Luftreise, ein Abenteuer, etwas für Kenner (documental codirigido con Hans Noever)
- 1969 : Liebe ist kälter als der Tod (productor), de Rainer Werner Fassbinder
- 1970 : Ein großer graublauer Vogel
- 1971 : Wie starb Roland S. (corto, actor), de Hark Bohm
- 1972 : Die Angst des Tormanns beim Elfmeter (productor), de Wim Wenders)
- 1972 : Der Eisberg der Vorsehung (TV)
- 1973 : Der scharlachrote Buchstabe (productor), de Wim Wenders
- 1974 : Bannister ist verschwunden (narrador, documental), de Hans Noever
- 1974 : Output (guionista), de Michael Fengler)